# .tn
.tn is het achtervoegsel van domeinen van websites uit Tunesië.